# 阿卜杜拉·阿尔·费萨尔王子体育场
阿卜杜拉·阿尔·费萨尔王子体育场(阿拉伯语：‎) 是位于沙特阿拉伯海滨城市吉达的一座综合型体育场，1970年启用，能容纳24,000名观众，2009年进行改造，先将球场的座位减到20,000个，之后计划扩展到32,000个。
现在阿卜杜拉·阿尔·费萨尔王子体育场是沙特阿拉伯足球联赛球队伊蒂哈德和的主场。